# Жонзак (округ)
Округ Жонзак (фр. Arrondissement de Jonzac) — округ у Франції, в департаменті Приморська Шаранта. 2023 року округ об'єднував 129 муніципалітетів, населення становило 68 390 осіб.
Адміністративний центр (супрефектура) — Жонзак.

## Муніципалітети
Список муніципалітетів округу та їхні коди INSEE:
1. Аві (17027)
2. Агюдель (17002)
3. Алла-Бокаж (17005)
4. Алла-Шампань (17006)
5. Артенак (17020)
6. Аршіак (17016)
7. Беденак (17038)
8. Беллюїр (17039)
9. Бірон (17047)
10. Боресс-е-Мартрон (17054)
11. Боскамнан (17055)
12. Бран (17061)
13. Брив-сюр-Шарант (17069)
14. Брі-су-Аршіак (17066)
15. Буа (17050)
16. Буаредон (17052)
17. Буньо (17056)
18. Бюссак-Форе (17074)
19. Ванзак (17458)
20. Вібрак (17468)
21. Вільксав'є (17476)
22. Гітіньєр (17187)
23. Експірмон (17156)
24. Ешебрюн (17145)
25. Жарнак-Шампань (17192)
26. Жерміньяк (17175)
27. Живрезак (17178)
28. Жонзак (17197)
29. Жусса (17199)
30. Клам (17108)
31. Клерак (17110)
32. Кліон (17111)
33. Консак (17116)
34. Кориньяк (17118)
35. Ку (17130)
36. Кулонж (17122)
37. Курпіньяк (17129)
38. Ла-Бард (17033)
39. Ла-Женетуз (17173)
40. Ла-Клотт (17113)
41. Ле-Пен (17276)
42. Ле-Фую (17167)
43. Леовіль (17204)
44. Лонзак (17209)
45. Лориньяк (17210)
46. Люссак (17215)
47. Мазероль (17227)
48. Мариньяк (17220)
49. Ме (17233)
50. Мериньяк (17229)
51. Мессак (17231)
52. Мірамбо (17236)
53. Монак (17250)
54. Монгвіон (17241)
55. Монльє-ла-Гард (17243)
56. Монтандр (17240)
57. Мортьє (17249)
58. Невік (17260)
59. Нель (17259)
60. Неяк (17258)
61. Ньєль-ле-Віруй (17263)
62. Озіяк (17270)
63. Ориньоль (17269)
64. Периньяк (17273)
65. Плассак (17279)
66. Поліньяк (17281)
67. Помм'є-Мулон (17282)
68. Пон (17283)
69. Пуяк (17287)
70. Рео-сюр-Трефль (17295)
71. Руффіньяк (17305)
72. Саліньяк-де-Мірамбо (17417)
73. Саліньяк-сюр-Шарант (17418)
74. Сель (17076)
75. Семіяк (17423)
76. Семуссак (17424)
77. Сен-Бонне-сюр-Жиронд (17312)
78. Сен-Грегуар-д'Арденн (17343)
79. Сен-Дізан-дю-Буа (17324)
80. Сен-Дізан-дю-Гюа (17325)
81. Сен-Жені-де-Сентонж (17331)
82. Сен-Жермен-де-Люзіньян (17339)
83. Сен-Жермен-де-Вібрак (17341)
84. Сен-Жермен-дю-Седр (17342)
85. Сен-Жорж-Антіньяк (17332)
86. Сен-Жорж-дез-Агу (17335)
87. Сен-Ілер-дю-Буа (17345)
88. Сен-Кантен-де-Рансанн (17388)
89. Сен-Леже (17354)
90. Сен-Марс'яль-де-Мірамбо (17362)
91. Сен-Марс'яль-де-Вітатерн (17363)
92. Сен-Марс'яль-сюр-Не (17364)
93. Сен-Мартен-д'Арі (17365)
94. Сен-Мартен-де-Ку (17366)
95. Сен-Мегрен (17357)
96. Сен-Медар (17372)
97. Сен-Пале-де-Негриньяк (17378)
98. Сен-Пале-де-Фйолен (17379)
99. Сен-П'єрр-дю-Пале (17386)
100. Сен-Серен-де-Паленн (17398)
101. Сен-Сіжисмон-де-Клермон (17402)
102. Сен-Сімон-де-Борд (17403)
103. Сен-Сорлен-де-Конак (17405)
104. Сен-Сьє-Шампань (17316)
105. Сен-Сьє-дю-Тайон (17317)
106. Сен-Тома-де-Конак (17410)
107. Сен-Фор-сюр-Жиронд (17328)
108. Сент-Егюлен (17309)
109. Сент-Ежен (17326)
110. Сент-Коломб (17319)
111. Сент-Лерин (17355)
112. Сент-Раме (17390)
113. Серку (17077)
114. Субран (17430)
115. Сумера (17432)
116. Сумулен (17433)
117. Сьєрзак (17106)
118. Тюжера-Сен-Морис (17454)
119. Флеак-сюр-Сень (17159)
120. Фонтен-д'Озіяк (17163)
121. Шаденак (17078)
122. Шампаньоль (17084)
123. Шампаньяк (17082)
124. Шамуяк (17081)
125. Шартюзак (17092)
126. Шатене (17095)
127. Шевансо (17104)
128. Шепньє (17099)
129. Шонак (17096)